# Casavella de Graugés
Casavella de Graugés és una masia del municipi d'Avià inclosa en l'Inventari del Patrimoni Arquitectònic de Catalunya.

## Descripció
Antiga masia d'estructura clàssica, és una de les construccions més antigues del municipi. Està estructurada en planta baixa i dos pisos superiors. El parament és de pedra de diverses mides sense desbastar i maó en algunes zones, tot deixat a la vista. La coberta és a dues aigües de teula àrab. Destaquem alguns contraforts als cantons llargs.
A l'estructura primitiva s'hi afegí un cos davanter i més endavant un porxo. A l'interior cal remarcar la columna central que presideix la sala. Dins d'aquesta també hi ha una aigüera i una cendrera de la cuina. A una de les habitacions trobem querubins gravats al sostre. Els sostres són de fusta.

## Història
El seu nom es deu al fet que fou la primera casa que s'edificà en aquestes contrades i d'on sorgí el nucli actual del poble de Graugés. Actualment és una colònia agrícola amb tres carrers.